# Exoprosopa lankiensis
Exoprosopa lankiensis är en tvåvingeart som beskrevs av Zaitzev 1988. Exoprosopa lankiensis ingår i släktet Exoprosopa och familjen svävflugor. Inga underarter finns listade i Catalogue of Life.